# エキゾチック物質
エキゾチック物質（エキゾチックぶっしつ、英: exotic matter）は、通常の物質からいくぶん逸脱した風変わりで奇妙な性質を持つ物質である。

## 概要
物理学におけるエキゾチック物質と言う用語には、以下のようにいくつかの用法がある。
- 負の質量を持つ粒子のような、既知の物理法則を破りうる風変わりで奇妙な物性を持つ仮説上の粒子。
- 異種バリオンのような、存在はまだ確認されていないが、その物性は物理学の主流の領域の中にある仮説上の粒子。
- ボース＝アインシュタイン凝縮やクォークグルーオンプラズマのような、存在はまだ一般的に確認されていないが、その性質は完全に物理学の主流の領域の中にある物質の状態。
- 暗黒物質のように現在の物理学で理解が進んでいない物質の状態。

## 負の質量
負の質量は、加えられた力と反対の方向に加速されるなど、いくつかの奇妙な性質を示す。例えば、負の慣性質量と正の電荷を持つ物体は、負の電荷を持つ物体から遠ざかる方向に、正の電荷を持つ物体に近づく方向に加速される。これは、同じ電荷の物体は反発し合い、異なる電荷の物体は引きつけ合う通常の規則と反対である。この運動から、いくつかの奇妙な結論が導かれる。例えば、正質量の粒子と負質量の粒子の混合気体は、正質量の成分は、温度が際限なく上昇し続ける。しかし、負の質量の成分は同じ割合で温度が下がり続けるので、やはりバランスは保たれる。負の質量を持つ物質は、一つ以上のエネルギー条件を破りうる。
常識的な方法や“通常の”物質の期待される振る舞いに完全に対立するにも拘らず、負の質量は数学的に完全に無矛盾であり、物理的に運動量保存則やエネルギー保存則の破れを引き起こさない。この概念は、ワームホール理論などの思考実験的な理論に用いられる。この種のエキゾチック物質でよく知られているものとして、カシミール効果によって作成された仮想の負の圧力密度場がある。

## 虚質量
虚静止質量を持つ仮説上の粒子は、常に光速よりも速く運動する。そのような粒子はタキオンと呼ばれる。タキオンの存在は確証されていない。
{\displaystyle E={\frac {m\cdot c^{2}}{\sqrt {1-{\frac {v^{2}}{c^{2}}}}}}}
上式の全エネルギー（E）は実数でなくてはならないため、静止質量（m）が虚数であるなら、分母は虚数でなくてはならない。それゆえ、平方根の中の値は負でなくてはならない。これは、速度（v）が光速（c）より大きいときのみ可能である。グレゴリー・ベンフォードらによって指摘されたように、タキオンが存在するなら過去に遡って通信ができることが、特殊相対性理論によって導かれる（タキオン反電話を参照）。
場の理論においては虚質量は不安定な真空を意味するため、タキオンは存在しない、もしくは不安定すぎて観測できないと現在では考えられている。（関連：タキオン凝縮）

## その他のエキゾチック物質
エキゾチック物質という用語は、単に作るのが難しかったり（金属水素やボース＝アインシュタイン凝縮物）、変わった特性を持つ物質（フラーレンやカーボンナノチューブ）を表すのにも用いられる。また、何らかの異種原子から成る物質や異種ハドロンを指すこともある。さらに、暗黒物質のように、その正体が明確に解明されていない物質にも使われる。